# Agua Blanca (Olopa)
Agua Blanca es una aldea de la Región 1 del Municipio de Olopa, del departamento de Chiquimula, Guatemala. Tiene un estimado de población de 800 habitantes para el año 2011 (207 familias). Se encuentra a 10 km de la cabecera municipal, Olopa.

## Actividad económica
La mayoría de las familias se dedican a la agricultura como principal actividad.
Tenencia de la tierra: las 107 familias tienen terreno propio.
Cada familia cuenta con 8 a 10 tareas para cultivar sus productos.
Principales cultivos: Maíz clase: amarillo, blanco, negro y Blanco ICTA. y fríjol clase: negro, blanco. Café:  Catuaí, arábigo, caturra.
Cultivos secundarios: Hortalizas: rábano, acelga, repollo. Frutales:  naranja, banano, lima, limón.
La mayoría de los productos son utilizados para el consumo familiar, con la excepción de la naranja que se vende en el mercado municipal,  el café y el banano que se vende a intermediarios.
Los meses más difíciles para conseguir alimento son los meses junio , julio, agosto, septiembre, donde la mayoría de las familias consumen menos, comen dos tiempos de comida.
Para el almacenamiento de los granos básicos tenemos 16 familias que utilizaron silos.
Migración: Una actividad que ayuda al sustento familiar es la migración donde los miembros de la familia emigran a trabajar a las fincas para la siembra de fríjol  de Ipala, Puerto Barrios y Petén. Principalmente lo hacen los padres e hijos mayores, en los meses de agosto y septiembre.